# Fahra
Fahra ist eine Ortschaft und eine Katastralgemeinde der Marktgemeinde Pyhra im Bezirk St. Pölten in Niederösterreich. Die Ortschaft hat 47 Einwohner (Stand 1. Jänner 2024).

## Geografie
Die Rotte liegt nordöstlich von Pyhra an der Perschling und wird von der Landesstraße 5088 erschlossen. Zur  Ortschaft zählen auch die Lagen Burgstall, Grabenhof und Schrotthof in Westen des Ortes.

## Geschichte
Laut Adressbuch von Österreich waren im Jahr 1938 in Fahra ein Taxiunternehmer, eine Gastwirtschaft und einige Landwirte mit Ab-Hof-Verkauf ansässig.